# Shireen Abu Akleh
Shireen Abu Akleh, (arabiska: شيرين أبو عاقلة), född 3 april 1971 Jerusalem, död 11 maj 2022 i Jenin, var en palestinsk-amerikansk journalist som arbetade i över 25 år för den arabiskspråkiga TV-kanalen Al-Jazeera. Hon kom att bli känd för att under decennier ha rapporterat från palestinska områden ockuperade av Israel. Hon dödades i skottlossning under en konfrontation mellan Israels försvarsmakt och palestinska aktivister på Västbanken.

## Biografi
Abu Akleh föddes i Jerusalem och växte upp i en kristen palestinsk familj. Genom amerikanska släktingar på sin mors sida hade hon även amerikanskt medborgarskap. Hon utbildade sig till journalist i Jordanien.

## Död
Vid en konfrontation mellan soldater i den israeliska armén och palestinska aktivister den 11 maj 2022 blev Abu Akleh skjuten till döds. Hennes arbetsgivare och det palestinska självstyret beskyllde inom kort de israeliska soldaterna för att ligga bakom den dödliga beskjutningen, medan israeliska myndigheter hävdade att det kunde vara palestinska aktivister som hade skjutit mot Abu Akleh och fem andra journalister.
Från israelisk sida föreslogs att obduktion skulle ske i samarbete mellan israelisk och palestinsk rättsmedicinsk personal för att kunna bringa klarhet i vem som avfyrat de dödliga skotten, men de palestinska myndigheterna insisterade på att genomföra obduktionen på egen hand.
Obduktionen visade att det dödliga skottet avfyrats från ett M16-vapen, ett vapen som används både av israeliska soldater och väpnade palestinska motståndsgrupper. Palestinska myndigheter har avvisat önskemål om att låta israeliska experter analysera gevärsprojektilen.
Efter att först hävdat att Abu Akleh förmodligen blev träffad av palestinsk eldgivning gick israeliska myndigheter senare ut med information om att de inlett en undersökning om tre israeliska soldaters möjliga roll i händelsen, och att deras vapen tagits om hand för tekniska undersökningar.
Kontoret för FN:s högkommissarie för mänskliga rättigheter gjorde en undersökning av dödsfallet, och kom till slutsatsen att skottet kom från israeliska militären.